# Psalmos
Psalmos es el nombre del cuarto álbum de estudio de José Madero, lanzado el 6 de septiembre de 2019. El álbum contiene 12 canciones y tiene un sonido más apegado al britpop, según palabras de su autor.

## Antecedentes
Para la composición de las letras de este disco, José Madero viajó al estado de Maine en los Estados Unidos al igual que lo hiciera diez años antes para la composición del álbum Poetics de la agrupación PXNDX. Originalmente, la temática iba a ser destinada a tocar el lado oscuro del personaje de ficción Peter Pan pero el cantante terminó plasmando sus últimas experiencias personales en las canciones que habrían de conformar el disco.
El lanzamiento oficial del disco estaba planeado para el 4 de octubre del 2019, pero debido a filtraciones de algunas previas de canciones, y una posterior amenaza de ser filtrado completamente, Madero y su equipo optaron por publicarlo en plataformas digitales el día 6 de septiembre del 2019, mientras que en físico se lanzaría el día 13 del mismo mes. La decisión se tomó para así resguardar la calidad y trabajo detrás del material, de modo que llegara a los oídos de la gente con su calidad óptima.

## Sencillos
El día 17 de mayo de 2019, el cantante lanzó el tema Padre Nuestro junto a su video promocional, el cual en palabras del cantante, no sería el primer sencillo como tal, sino solo una probadita del disco. La canción ha recibido muy buenas críticas por parte de sus seguidores, a pesar de que toca una temática religiosa de una manera muy directa, incluso de manera más explícita que algunas de las canciones que conformaron el álbum Poetics de Panda.
El primer sencillo oficial del disco, Codependientes, que cuenta con la participación de la cantante chilena Cami, fue publicado el 25 de julio de 2019 en todas las plataformas de audio y video. La canción es la primera colaboración que ha hecho José Madero para sus propios álbumes, y explicó que era necesaria pues la letra se trataba de una conversación entre un hombre y una mujer.
El segundo sencillo, Violencia, fue dado a conocer el 29 de noviembre del mismo año, junto con la publicación de su video oficial en plataformas digitales. Debido a la crudeza de este último, el cantante afirmó que no podría ser promocionado, por la crudeza de sus imágenes.
El tercer sencillo, titulado Sin Ampersand, se estrenó el viernes 3 de julio de 2020. Es el primer sencillo donde el regiomontano, no aparece físicamente en vídeo.

## Lista de canciones
Todas las canciones escritas y compuestas por José Madero, a excepción de donde se indica. 
| N.º   | Título                      | Escritor(es)                    | Duración |  |
| 1.    | «Lamentable»                |                                 | 3:54     |  |
| 2.    | «Violencia»                 |                                 | 4:21     |  |
| 3.    | «Chambelán (nunca fui)»     |                                 | 4:38     |  |
| 4.    | «Codependientes» (con Cami) |                                 | 4:02     |  |
| 5.    | «O discordia»               | José Madero y Fernando Martínez | 4:03     |  |
| 6.    | «Sin ampersand»             |                                 | 3:56     |  |
| 7.    | «Padre nuestro»             |                                 | 4:21     |  |
| 8.    | «Tu dedo medio»             |                                 | 3:19     |  |
| 9.    | «SSDD»                      |                                 | 3:36     |  |
| 10.   | «Cara o cruz»               | José Madero y Andreas Östberg   | 4:05     |  |
| 11.   | «La dama y el moribundo»    |                                 | 5:31     |  |
| 12.   | «Imposible»                 |                                 | 2:57     |  |
| 48:44 |                             |                                 |          |  |

## Personal
- José Madero - Voz, Guitarras, Letra
- Flip Tamez - Guitarras, Productor
- Rodrigo Montfort - Teclados, Piano
- Muela - Bajo
- Gerardo Arizpe - Batería
- Cami - Voz en "Codependientes"

## Gira "Psalmos 19:20" y "Canciones Míseras"
| Fecha                   | Ciudad           | País   | Lugar                               | Concepto          |
| ----------------------- | ---------------- | ------ | ----------------------------------- | ----------------- |
| 2 de noviembre de 2019  | Monterrey        | México | Showcenter Complex                  | Psalmo 19:20      |
| 29 de noviembre de 2019 | Zacatecas        | México | La Reina                            | Psalmo 19:20      |
| 30 de noviembre de 2019 | Morelia          | México | Salón Arena                         | Psalmo 19:20      |
| 29 de febrero de 2020   | Ciudad de México | México | Pepsi Center WTC                    | Psalmo 19:20      |
| 9 de octubre de 2021    | Ciudad de México | México | Pepsi Center WTC                    | El Último Psalmo  |
| 22 de octubre de 2021   | Zacatecas        | México | La Reina                            | Canciones Míseras |
| 23 de octubre de 2021   | Torreón          | México | Teatro Nazas                        | Canciones Míseras |
| 30 de octubre de 2021   | Pachuca          | México | Auditorio Gota De Plata             | Canciones Míseras |
| 5 de noviembre de 2021  | San Luis Potosí  | México | Teatro De La Paz                    | Canciones Míseras |
| 11 de noviembre de 2021 | León             | México | Foro Paruno Central de Musica       | Canciones Míseras |
| 12 de noviembre de 2021 | León             | México | Foro Paruno Central de Música       | Canciones Míseras |
| 13 de noviembre de 2021 | Guadalajara      | México | Teatro Diana                        | Canciones Míseras |
| 20 de noviembre de 2021 | Monterrey        | México | Auditorio Pabellón M                | Canciones Míseras |
| 25 de noviembre de 2021 | Querétaro        | México | Auditorio Josefa Ortiz de Domínguez | Canciones Míseras |
| 26 de noviembre de 2021 | Morelia          | México | Salón Arena                         | Canciones Míseras |
| 27 de noviembre de 2021 | Aguascalientes   | México | Auditorio Dimo                      | Canciones Míseras |
| 3 de diciembre de 2021  | Xalapa           | México | Salón Ónix                          | Canciones Míseras |
| 4 de diciembre de 2021  | Puebla           | México | Auditorio Metropolitano             | Canciones Míseras |
| 10 de diciembre de 2021 | Toluca           | México | Teatro Morelos                      | Canciones Míseras |
| 22 de enero de 2022     | Ciudad Satélite  | México | Gran Recinto Satélite               | Canciones Míseras |
| 19 de febrero de 2022   | Ciudad Juárez    | México | Centro de Convenciones Anita        | Canciones Míseras |
| 4 de marzo de 2022      | Cuernavaca       | México | Teatro Ocampo                       | Canciones Míseras |
| 5 de marzo de 2022      | Apizaco          | México | Auditorio Cinetix                   | Canciones Míseras |
| 25 de marzo de 2022     | Saltillo         | México | Teatro Fernando Soler               | Canciones Míseras |
| 26 de marzo de 2022     | Durango          | México | Teatro Ricardo Castro               | Canciones Míseras |
| 27 de marzo de 2022     | Chihuahua        | México | Expo Chihuahua                      | Canciones Míseras |
| 1 de abril de 2022      | Tijuana          | México | El Foro                             | Canciones Míseras |
| 2 de abril de 2022      | Mexicali         | México | Centro Histórico                    | Canciones Míseras |
| 29 de abril de 2022     | Villahermosa     | México | Teatro Esperanza Iris               | Canciones Míseras |
| 30 de abril de 2022     | Tuxtla           | México | Centro de Convenciones Chiapas      | Canciones Míseras |
| 6 de mayo de 2022       | Cancún           | México | Auditorio Stoa                      | Canciones Míseras |
| 7 de mayo de 2022       | Mérida           | México | Poliforum Zamna                     | Canciones Míseras |

## Posicionamiento en listas
| País   | Lista                    | Mejor posición |
| ------ | ------------------------ | -------------- |
| México | Top 100 Album (AMPROFON) | 1              |

| México | Top 100 México (AMPROFON) | 26 |